# Виа Витторио-Венето

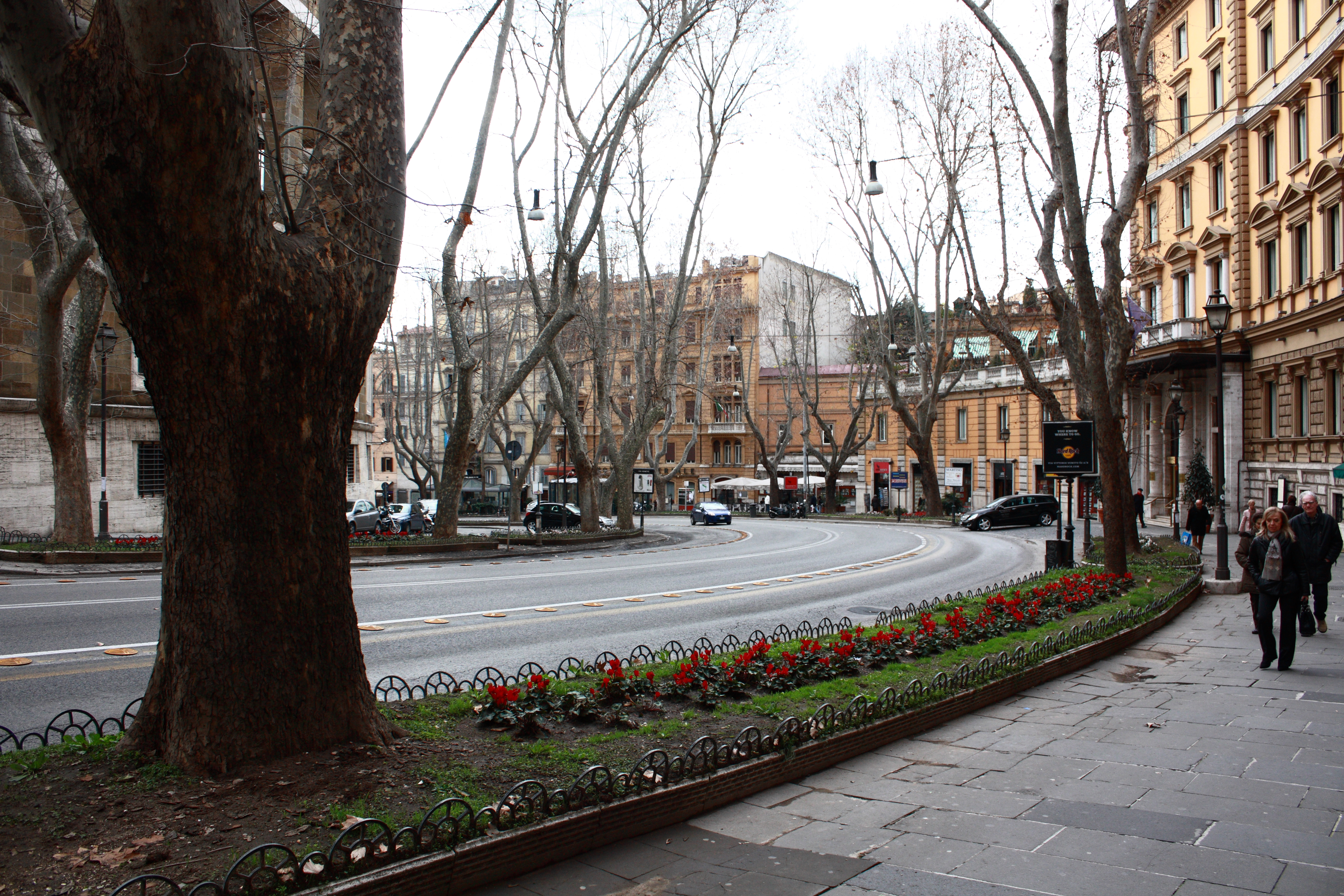
Виа Венето

Виа Витторио-Венето (итал. Via Vittorio Veneto; также Виа Венето) — одна из известных улиц Рима, идущая от площади Барберини к Порта Пинчиана.
Эта улица, как и другие в районе Колонна, носила название итальянского региона, но после Первой мировой войны она была переименована в честь битвы при Витторио-Венето, произошедшей у одноимённой коммуны на севере Италии.

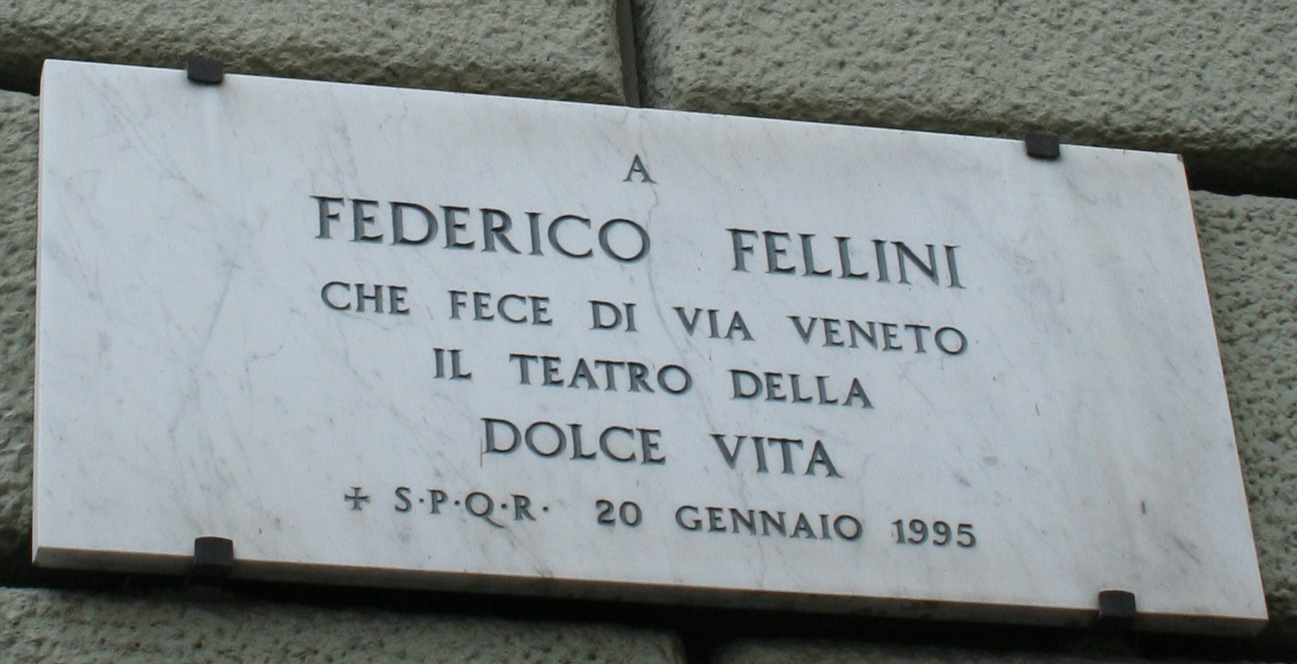
Мемориальный знак Федерико Феллини

Спроектированная в конце XVIII века, виа Витторио-Венето приобрела известность как центр светской жизни Рима в 50—60-х годах XX века благодаря многочисленным кафе, магазинам и гостиницам, которые посещали многие знаменитости. Здесь находятся Café de Paris и Harry’s Bar, показанные в фильме «Сладкая жизнь» Федерико Феллини. В 1980-х годах популярность виа Венето значительно упала, однако в настоящее время улица обрела былую роскошь. Здесь расположены одни из фешенебельных отелей Рима, а также посольство США. Среди исторических достопримечательностей следует отметить церковь Санта-Мария-делла-Кончеционе, украшенную картинами известных художников.